# Откраднати очи
„Откраднати очи“ е българско-турски игрален филм (драма) от 2005 година на режисьора Радослав Спасов, по сценарий на Радослав Спасов и Нери Терзиева. Оператор е Пламен Сомов.

## Сюжет
Това е историята за странна, невъзможна, необяснима любов между туркиня и българин. Иван – чисто и романтично момче, е въвлечен в така наречения „възродителен процес“. Той отговаря за печатите, необходими за издаване на новите документи по времето на насилствената смяна на имената. Детската учителка Айтен се опитва да ги открадне, смятайки, че по този начин ще забави недоброволната промяна на имената. Неочаквано срещата между двамата създава чувството на близост. Иван е изправен пред съдбоносен избор – да „преименува“ Айтен или да поеме последствията, ако не го направи. По-късно съдбата ги изправя отново един срещу друг. При акция на тогавашните спецчасти загива детенцето на Айтен. Иван изпада в шок. От съображения за сигурност заповядват да бъдат „изтрити“ спомените му. В болницата е изолирана и Айтен. От смъртта, като единствен житейски избор и за двамата, започва общият път на Иван и Айтен. Те постепенно преодоляват озлоблението, приемат различията помежду си и тръгват един към друг. Но дали другите ще приемат това? На Балканите хепиендът се случва рядко. От Турция се завръща братът на Айтен. Сниман в Югозападна България (община Гърмен и др.)

## Критики
Сериалът е обвиняван заради допуснати исторически неточности - примерно бебето Тюркян, което в действителност загива от куршум  във филма е прегазено от бронетранспортьор. 

## Актьорски състав
- Весела Казакова – Айтен
- Валери Йорданов – Иван
- Нежат Ишлер – Халил, Братът
- Ицхак Финци – Дядото
- Илиана Китанова – Лекарката
- Стоян Алексиев – Офицерът от ДС
- Мария Каварджикова – Валя „космонавтката“
- Мария Статулова – Селянка
- Деян Донков – Офицер от специалните войски
- Джоко Росич – Кръчмар
- Анани Явашев – Кметът
- Велико Стоянов – Шофьорът
- Николай Урумов – Доктор
- Веселин Ранков – Доктор
- Рангел Вълчанов – Луд
- Стефан Щерев
- Мариан Бачев

## Награди
- Наградата на КОДАК за най-добър български игрален филм в лицето на Радослав Спасов и Пламен Сомов – диплом, статуетка и негатив на стойност $ 3000 на 9 Международен София филм фест (София, 2005).
- Голямата награда „Сребърен Георги“ за главна женска роля на Весела Казакова на 27 МКФ (Москва, Русия, 2005).
- Наградата на публиката на МФФ (Палич, Сърбия и Черна гора, 2005).
- Наградата „Горчивата чаша“ на Факултета по журналистика към Софийския университет „Св. Климент Охридски“ на 13 МКФ „Любовта е лудост“ (Варна, 2005).
- Наградата на журито „Диалог“ в размер на 2500 евро „за принос в разбирателството между различните култури“ на 15 МКФ на източноевропейското кино (Котбус, Германия, 2005).
- Голямата награда на публиката на 32 МКФ (Вюрцбург, Германия, 2006).
- Специалната награда на Червения кръст на МКФ за телевизионни филми (Монте Карло, Монако, 2006).
- Наградата „Сребърна роза“ на 24 МКФ (Бергамо, Италия, 2006).